# 다나역
다나역(일본어: 田奈駅, たなえき)은 일본 가나가와현 요코하마시 아오바구에 있는 철도역이다.

## 역 구조
상대식 승강장 2면 2선의 고가역. 개찰구와 승강장을 연결하는 엘리베이터가 있고, 화장실은 1층 개찰구 내에 있다. 다목적화장실은 남녀 각각의 일반화장실 내에 설치되어 있다.

### 승강장
| 1 | ■ 덴엔토시 선 | 나가쓰타·주오린칸 방면                                                      |
| 2 | ■ 덴엔토시 선 | 후타코타마가와·시부야·○ 한조몬 선 오시아게 ■ 도부 이세사키 선 가스카베 방면 |

## 이용 현황
- 1일 평균 승차 인원 11,066명. (2011년도)

## 역세권 정보
- 다마 전원도시 도시관
- 요코하마 시 아오바 국제교류라운지
- 다나 변전소
- 다나 역전 우체국

## 역사
- 1966년 4월 1일: 영업 개시.

## 주된 사고
다나 변전소 낙뢰 사고: 2001년 7월 25일, 태풍의 영향으로 역에 인접한 다나 변전소에 낙뢰가 떨어졌다. 다나 변전소의 배전반에 예상 외의 전류가 흐르는 전기 기기가 고장났기 때문에 이 변전소는 사용할 수 없게 되었다. 당일은 다나 변전소로부터 전력 공급이 멈추는 바람에 일시 덴엔토시 선 전선이 불통이 되었으며 8월 3일까지 통근 러시아워에 필요한 전력을 공급할 수 없었기 때문에 덴엔토시 선은 동시간대에 70% 수에서만 운행하지 않고, 급행 운행도 중단했다.

## 인접역
| 도쿄 급행 전철 ■ 덴엔토시 선 | 도쿄 급행 전철 ■ 덴엔토시 선 | 도쿄 급행 전철 ■ 덴엔토시 선 |
| ---------------------------- | ---------------------------- | ---------------------------- |
| DT20 아오바다이 시부야 방면  | ■ 각역정차                   | 나가쓰타 DT22 주오린칸 방면  |